# Diversidoris flava
Espèce
Diversidoris flava est une espèce de nudibranches de la famille des Chromodorididae et du genre Diversidoris.

## Répartition
Cette espèce se rencontre dans la zone Indo-Pacifique depuis la côte Est de l'Afrique et la mer Rouge jusqu'en Australie. Elle est notamment présente à Zanzibar, en Égypte, à Taïwan, en Nouvelle-Calédonie, et en Australie.

## Description

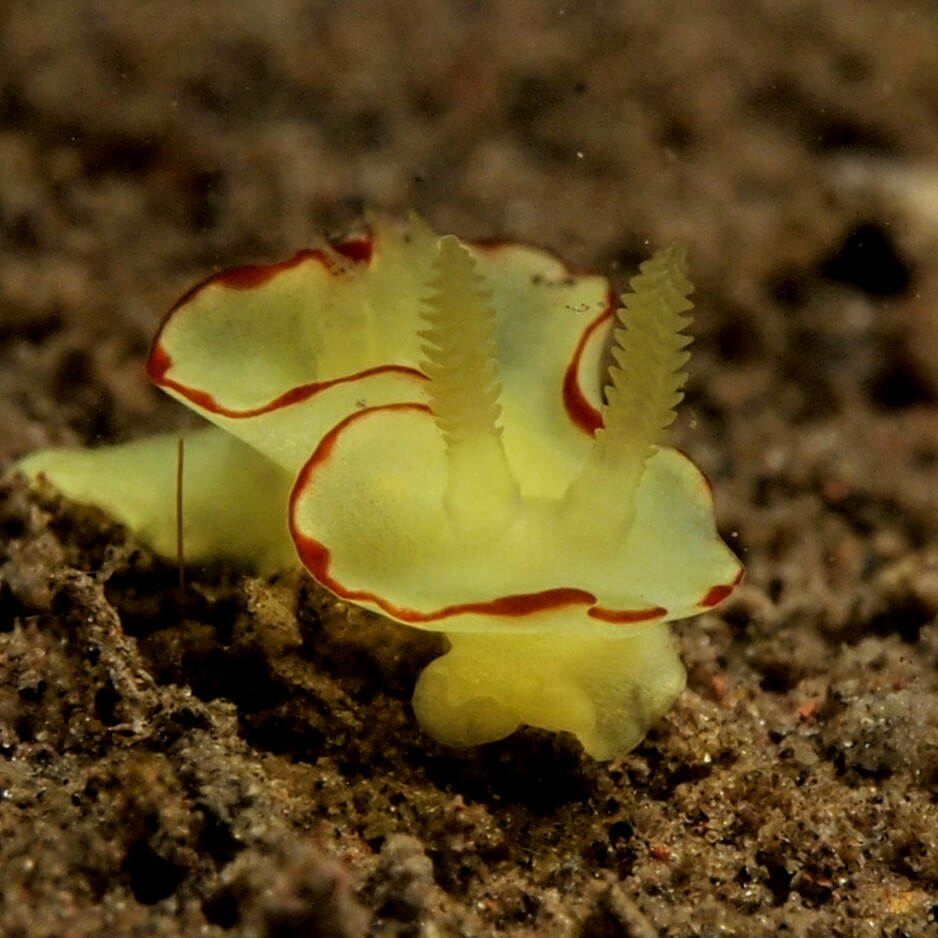
Diversidoris flava

Diversidoris flava peut mesurer de l'ordre de 11 mm de long pour 3 mm de large.
La couleur de l'animal, y compris des rhinophores et des branchies, est d'un jaune citron brillant, et un peu plus clair en dessous. Le bord du manteau est parcouru par une bordure rouge sang à carmin très foncé d'une largeur irrégulière,. Les rhinophores portent 12 lamelles dont les bords sont blancs opaques. Les branchies, au nombre de six, sont simplement pennées avec peu de pennes. Le bord du manteau est ondulé et ample. Le dos est plat. Le pied fait saillie en arrière et est considérablement élargi à l'avant. Il semble être rainuré mais pas entaillé. Les tentacules sont à peine visibles ressemblant à deux petits boutons émoussés sur le museau.

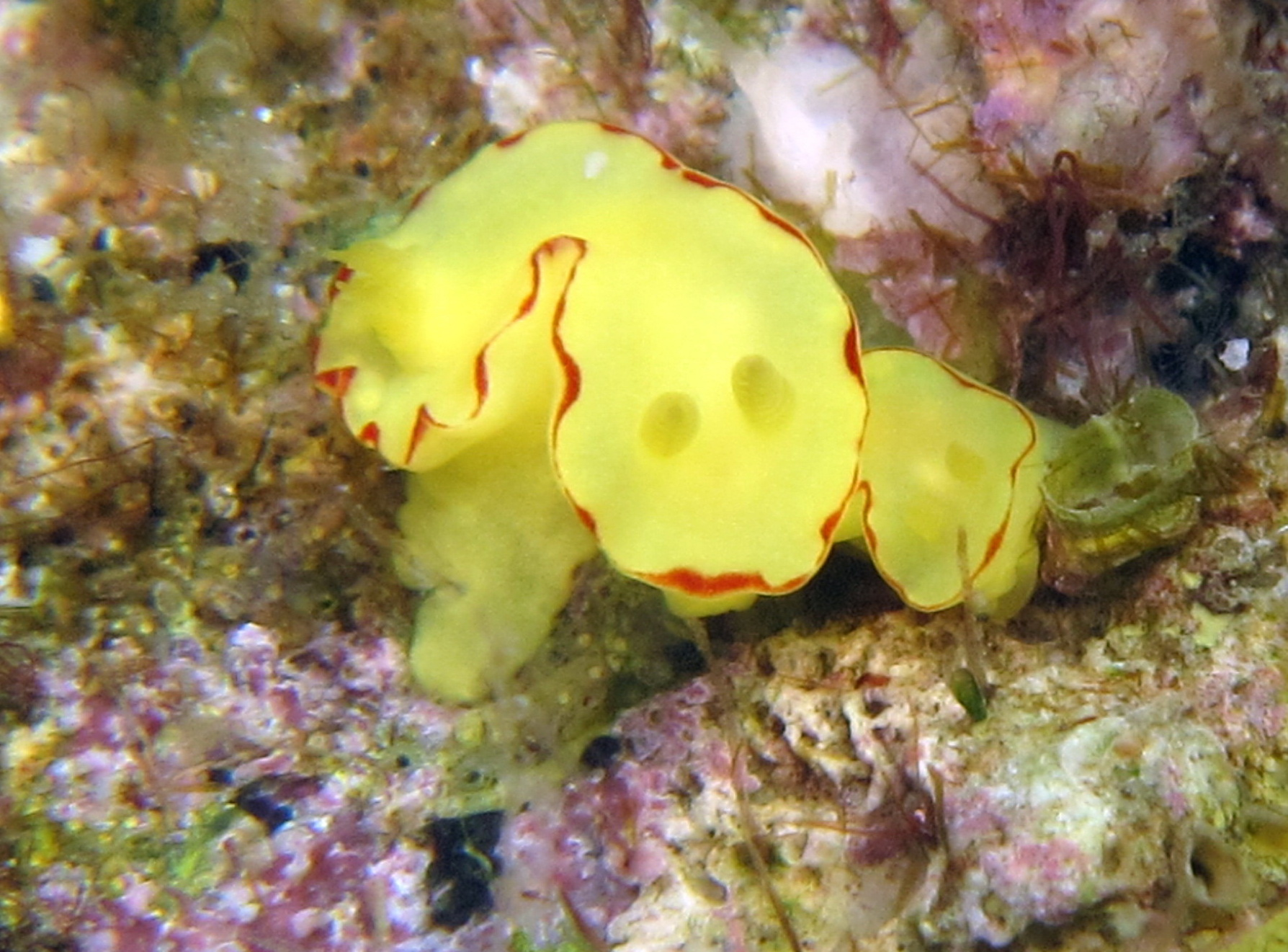
Deux Diversidoris flava (Philippines)

Il semble que la marge du manteau puisse être d'une épaisseur uniforme tout comme la ligne rouge marginale qui apparaît cependant plus épaisse à certains intervalles sur l'animal vivant.
L'armature buccale possède peu de dents, tri ou quadricuspidées, larges et isolées les unes des autres. La radula présente 40 rangées, sans dent centrale, dont la première dent latérale possède une forte cuspide principale, sept denticules internes et un externe. Les autres dents latérales présentent seulement des denticules externes. 
Le pénis est inerme. Les otocystes présentent de nombreuses otoconies ovoïdes.

## Éthologie
Vidéo de  [vidéo] « Diversidoris flava », 2015, Philippines
Cette espèce adhère très fortement au substrat.

## Publication originale
- Eliot, C. 1904. On some nudibranchs from East Africa and Zanzibar. Part IV. Proceedings of the Zoological Society of London, 1904(1): 380-406 [399]. (BHL - Chromodoris flava p. 399)

## Taxonomie
Cette espèce a été nommée par le diplomate et zoologiste britannique Charles Eliot en 1904 sous le protonyme Chromodoris flava et transférée dans le genre Diversidoris.